# Marcus Grönholm

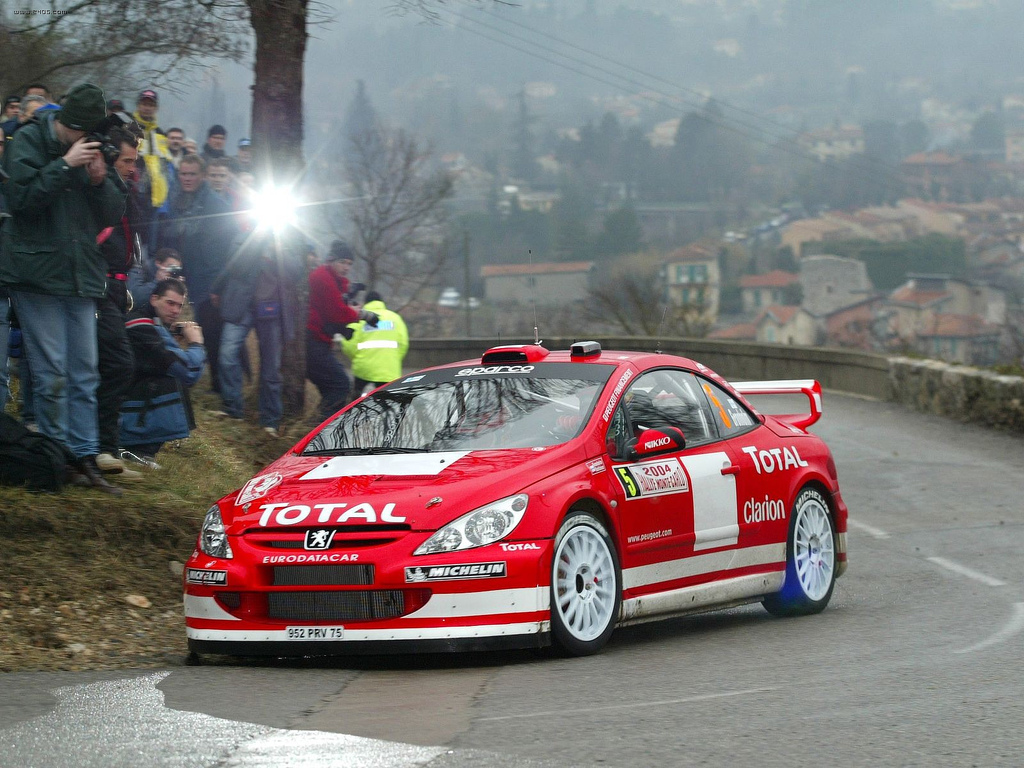
Marcus Grönholm är tvåfaldig världsmästare med Peugeot

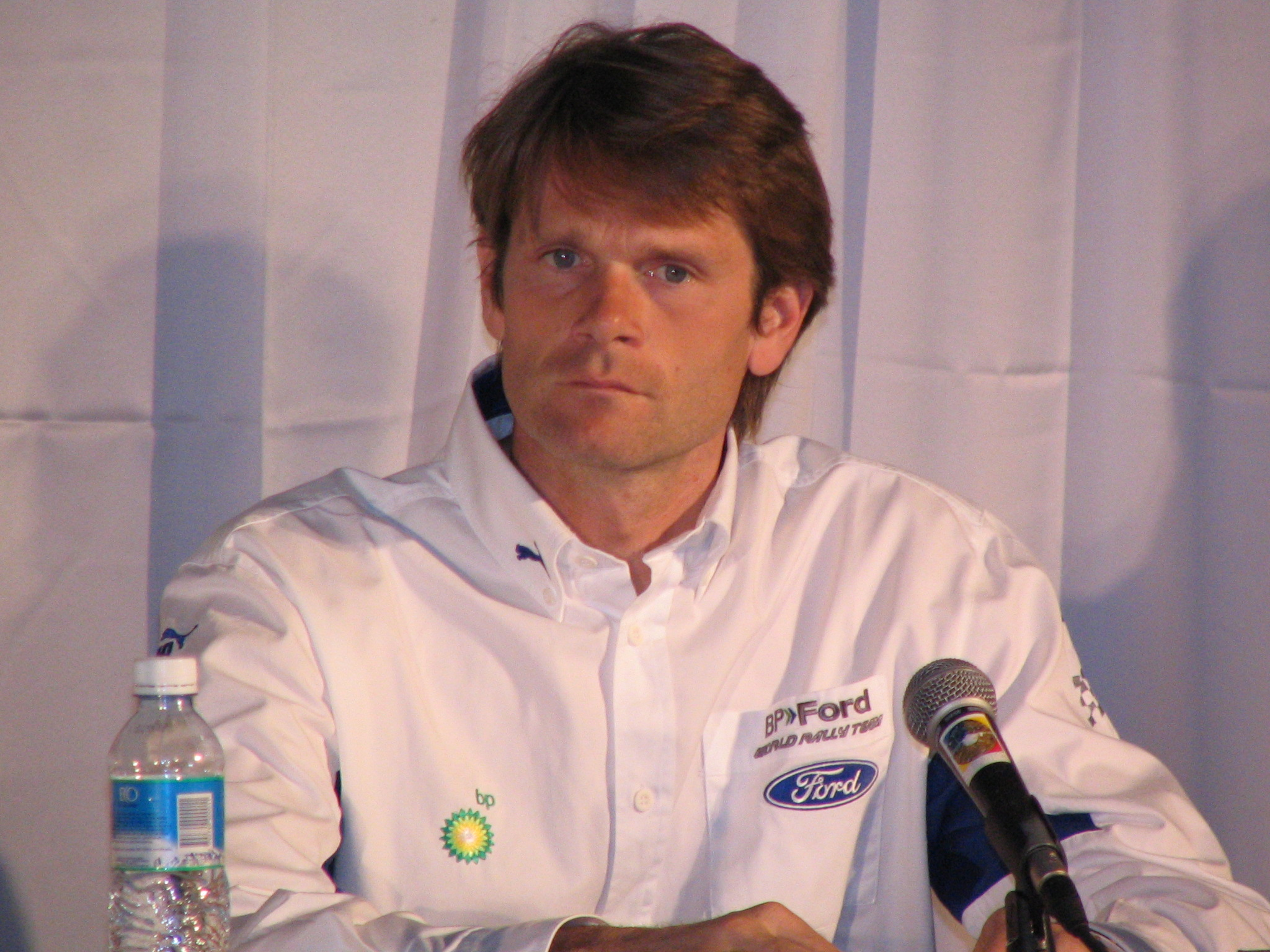
Säsongerna 2006 och 2007 representerade Grönholm Ford

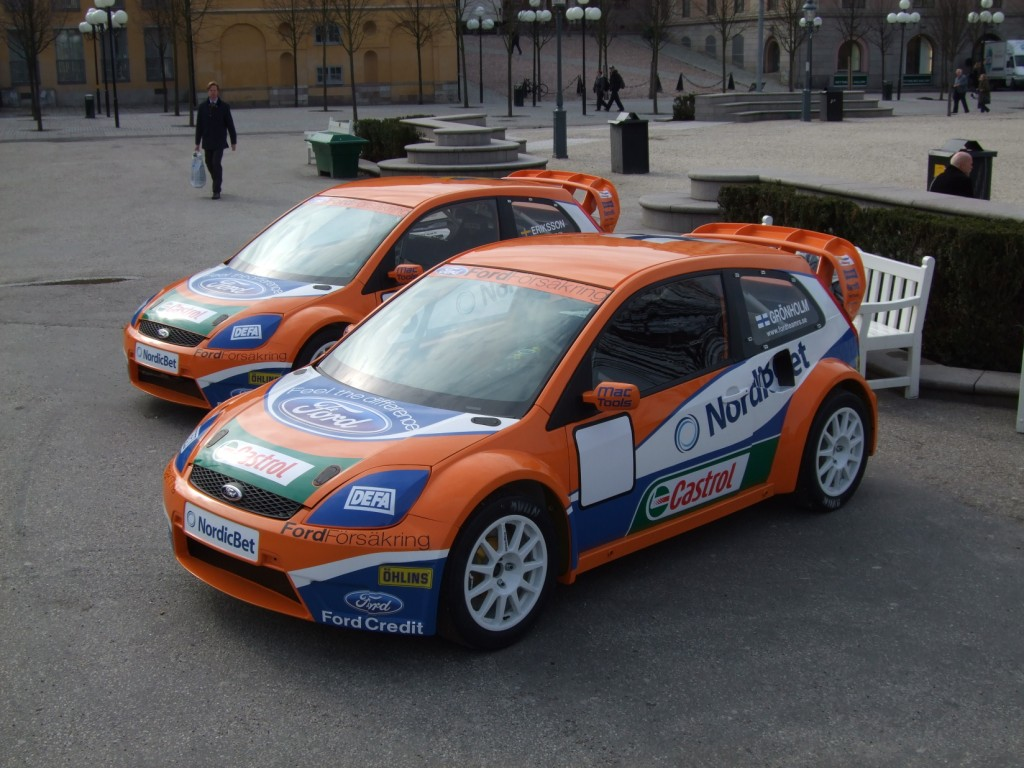
2008: I Rallycross

Marcus Ulf Johan Grönholm, född 5 februari 1968 i Grankulla i Finland, som är en finlandssvensk före detta rallyförare, en av de mest framgångsrika genom tiderna.
Grönholm inledde sin karriär 1987 och blev följande år finländsk juniormästare samt erövrade på 1990-talet fem finländska mästerskap. Han körde sitt första VM-lopp 1989 (Jyväskylä), blev förare på heltid 1996 och skrev 1999 kontrakt med Peugeot.
Marcus Grönholm är tvåfaldig världsmästare i rally (2000) och (2002) vunnit Svenska rallyt, brittiska, nyzeeländska, finländska, cypriotiska och argentinska rallyna samt Australienrallyt med Peugeot. Hans kartläsare var Timo Rautiainen.
Grönholm tävlade för Peugeot från 1999 till 2005. Senare körde han för Ford och började med en vinst i Monte Carlo-rallyt, som han följde upp med en vinst i Svenska rallyt, hans 20:e seger i världsmästerskapen. Grönholms far var också rallyförare och omkom under träning.
Marcus Grönholm avslutade sin aktiva rallyförarkarriär efter säsongen 2007. Grönholm deltog 2010 i Svenska rallyt. Nu kör han Rallycross och han började med en seger i EM.

## Segrar
| Nummer | Land           | År   |
| ------ | -------------- | ---- |
| 1      | Sverige        | 2000 |
| 2      | Nya Zeeland    | 2000 |
| 3      | Finland        | 2000 |
| 4      | Australien     | 2000 |
| 5      | Finland        | 2001 |
| 6      | Australien     | 2001 |
| 7      | Storbritannien | 2001 |
| 8      | Sverige        | 2002 |
| 9      | Cypern         | 2002 |
| 10     | Finland        | 2002 |
| 11     | Nya Zeeland    | 2002 |
| 12     | Australien     | 2002 |
| 13     | Sverige        | 2003 |
| 14     | Nya Zeeland    | 2003 |
| 15     | Argentina      | 2003 |
| 16     | Finland        | 2004 |
| 17     | Finland        | 2005 |
| 18     | Japan          | 2005 |
| 19     | Monaco         | 2006 |
| 20     | Sverige        | 2006 |
| 21     | Grekland       | 2006 |
| 22     | Finland        | 2006 |
| 23     | Turkiet        | 2006 |
| 24     | Nya Zeeland    | 2006 |
| 25     | Storbritannien | 2006 |
| 26     | Sverige        | 2007 |
| 27     | Italien        | 2007 |
| 28     | Grekland       | 2007 |
| 29     | Finland        | 2007 |
| 30     | Nya Zeeland    | 2007 |